# 土屋武司
土屋 武司（つちや たけし、1970年 - ）は、日本の工学者。東京大学大学院工学系研究科航空宇宙工学専攻教授。学位は博士（工学）（東京大学）。
航空機の飛行力学及び飛行制御に関する教育研究に従事。理論面では，制御理論，最適化理論，複合領域最適化を研究。応用面では，航空機の飛行安全向上（落ちない飛行機）及び効率化に向けた研究，マッハ5で飛行する極超音速機の研究，将来宇宙輸送システム（宇宙まで飛行できる飛行機，スペースプレーン），飛行ロボット（ドローン，固定翼無人機，マルチコプターなど）の研究開発，等々。これら研究は，民間企業，JAXA等研究機関，他大学等と共同で進められることも多い。
日本航空宇宙学会（フェロー，元理事），日本機械学会（元交通・物流部門長，代表会員），計測自動制御学会，AIAA (アメリカ航空宇宙学会) 等でも活動。
文部科学省 科学技術・学術審議会 研究計画・評価分科会臨時委員，航空科学技術委員会委員長，内閣府 中央交通安全対策会議専門委員。他に経済産業省，総務省，国土交通省，文部科学省などで有識者委員。

## 経歴
この節の出典
- 2000年4月 - 2002年10月　科学技術庁 航空宇宙技術研究所, 研究員

- 2002年10月 - 2006年6月　東京大学, 大学院工学系研究科 航空宇宙工学専攻, 講師

- 2006年7月 - 2007年3月　東京大学, 大学院工学系研究科 航空宇宙工学専攻, 助教授

- 2007年4月 - 2015年3月　東京大学, 大学院工学系研究科 航空宇宙工学専攻, 准教授

- 2015年4月 - 　東京大学, 大学院工学系研究科 航空宇宙工学専攻, 教授